# Championnat d'Europe féminin de hockey sur gazon 2017
Cet article traite de l'épreuve féminine. Pour la compétition masculine, voir Championnat d'Europe de hockey sur gazon masculin 2017.
Navigation
Édition précédente Édition suivante
Le Championnat d'Europe de hockey sur gazon féminin 2017 est la 13e édition du Championnat d'Europe féminin de hockey sur gazon. Il se déroule à Amsterdam, aux Pays-Bas, en même temps que le Championnat d'Europe masculin. Les deux dernières équipes sont reléguées en Championship II.
Le tournoi est remporté par les Pays-Bas qui battent en finale la Belgique. Les Néerlandaises gagnent le championnat d'Europe pour la 9e fois et les Belges remportent leur première médaille européenne.

## Équipes qualifiées
Huit équipes participent à la compétition. Aux six équipes les mieux classées du Championnat d'Europe 2015 s'ajoutent deux équipes promues : la République tchèque et l'Irlande rejoignent l'élite européenne, ayant terminé aux deux premières places du Championship II en 2015. Le tableau suivant rend compte du classement mondial des équipes participantes avant le début de la compétition.
| Équipes    | Rang FIH | Rang EHF | Poule |
| ---------- | -------- | -------- | ----- |
| Pays-Bas   | no 1     | no 1     | A     |
| Angleterre | no 2     | no 2     | B     |
| Allemagne  | no 7     | no 3     | B     |
| Espagne    | no 10    | no 4     | A     |
| Belgique   | no 14    | no 5     | A     |
| Irlande    | no 16    | no 7     | B     |
| Écosse     | no 17    | no 8     | B     |
| Tchéquie   | no 24    | no 11    | A     |

## Phase de poules

### Poule A
| Équipe   | Score  | Équipe   |
| -------- | ------ | -------- |
| Pays-Bas | 3 - 1  | Espagne  |
| Belgique | 6 - 0  | Tchéquie |
| Espagne  | 7 - 1  | Tchéquie |
| Belgique | 0 - 1  | Pays-Bas |
| Espagne  | 1 - 2  | Belgique |
| Pays-Bas | 10 - 0 | Tchéquie |

| Rang | Équipe   | Pts | J | V | N | P | BP | BC | Diff |
| ---- | -------- | --- | - | - | - | - | -- | -- | ---- |
| 1    | Pays-Bas | 9   | 3 | 3 | 0 | 0 | 14 | 1  | +13  |
| 2    | Belgique | 6   | 3 | 2 | 0 | 1 | 8  | 2  | +6   |
| 3    | Espagne  | 3   | 3 | 1 | 0 | 2 | 9  | 6  | +3   |
| 4    | Tchéquie | 0   | 3 | 0 | 0 | 3 | 1  | 23 | -22  |

|  | Qualifiés pour la phase finale (no 1, no 2).        |
|  | Qualifiés pour la phase de classement (no 3, no 4). |

### Poule B
| Équipe     | Score | Équipe     |
| ---------- | ----- | ---------- |
| Allemagne  | 4 - 1 | Écosse     |
| Angleterre | 4 - 1 | Irlande    |
| Irlande    | 0 - 0 | Écosse     |
| Allemagne  | 1 - 0 | Angleterre |
| Angleterre | 2 - 0 | Écosse     |
| Irlande    | 1 - 5 | Allemagne  |

| Rang | Équipe     | Pts | J | V | N | P | BP | BC | Diff |
| ---- | ---------- | --- | - | - | - | - | -- | -- | ---- |
| 1    | Allemagne  | 9   | 3 | 3 | 0 | 0 | 10 | 2  | +8   |
| 2    | Angleterre | 6   | 3 | 2 | 0 | 1 | 6  | 2  | +4   |
| 3    | Écosse     | 1   | 3 | 0 | 1 | 2 | 1  | 6  | -5   |
| 3    | Irlande    | 1   | 3 | 0 | 1 | 2 | 2  | 9  | -7   |

|  | Qualifiés pour la phase finale (no 1, no 2).        |
|  | Qualifiés pour la phase de classement (no 3, no 4). |

## Phase de classement
La phase de classement est la poule des équipes qui se sont classées 3e et 4e au 1er tour. Les résultats entre deux équipes lors du 1er tour sont comptabilisés.
| Équipe   | Score | Équipe   |
| -------- | ----- | -------- |
| Tchéquie | 1 - 3 | Irlande  |
| Espagne  | 2 - 1 | Écosse   |
| Espagne  | 7 - 2 | Irlande  |
| Écosse   | 0 - 1 | Tchéquie |

| Rang | Équipe   | Pts | J | V | N | P | BP | BC | Diff |
| ---- | -------- | --- | - | - | - | - | -- | -- | ---- |
| 5    | Espagne  | 9   | 3 | 3 | 0 | 0 | 16 | 4  | +12  |
| 6    | Irlande  | 4   | 3 | 1 | 1 | 1 | 5  | 8  | -3   |
| 7    | Tchéquie | 3   | 3 | 1 | 0 | 2 | 3  | 10 | -7   |
| 8    | Écosse   | 1   | 3 | 0 | 1 | 2 | 1  | 3  | -2   |

|  | Maintien en Championship I (no 5 et no 6).    |
|  | Relégation en Championship II (no 7 et no 8). |

## Phase finale
|  | Demi-finales | Demi-finales |                        |   | Finale       | Finale       |
|  | Demi-finales | Demi-finales |                        |   | Finale       | Finale       |
|  |              |              |                        |   |              |              |
|  | 24 août 2017 | 24 août 2017 |                        |   | 26 août 2017 | 26 août 2017 |
|  | 24 août 2017 | 24 août 2017 |                        |   | 26 août 2017 | 26 août 2017 |
|  | Allemagne    | 0            |                        |   | 26 août 2017 | 26 août 2017 |
|  | Allemagne    | 0            |                        |   | 26 août 2017 | 26 août 2017 |
|  | Belgique     | 1            |                        |   | 26 août 2017 | 26 août 2017 |
|  | Belgique     | 1            | Belgique               | 0 |              |              |
|  | 24 août 2017 |              | Belgique               | 0 |              |              |
|  |              | Pays-Bas     | 3                      |   |              |              |
|  | Pays-Bas     | Pays-Bas     | 3                      | 1 |              |              |
|  | Pays-Bas     |              |                        | 1 |              |              |
|  | Angleterre   | 0            |                        |   |              |              |
|  | Angleterre   | 0            | Match pour la 3e place |   |              |              |
|  |              |              |                        |   |              |              |
|  | 26 août 2017 |              |                        |   |              |              |
|  |              |              |                        |   |              |              |
|  | Allemagne    | 0            |                        |   |              |              |
|  | Allemagne    | 0            |                        |   |              |              |
|  | Angleterre   | 2            |                        |   |              |              |
|  | Angleterre   | 2            |                        |   |              |              |

### Demi-finales
| Demi-finale 1             | Allemagne | 0 - 1 | Belgique      |  |  |
| 24 août 2017 17 h 00 CEST |           |       | 28e Jill Boon |  |  |

| Demi-finale 2             | Pays-Bas            | 1 - 0 | Angleterre |  |  |
| 24 août 2017 20 h 00 CEST | Marloes Keetels 49e |       |            |  |  |

### Petite finale
| Petite finale             | Allemagne | 0 - 2 | Angleterre                          |  |  |
| 26 août 2017 17 h 00 CEST |           |       | 29e Hannah Martin · 55e Alex Danson |  |  |

### Finale
| Finale                    | Belgique | 0 - 3 | Pays-Bas                                                                       |  |  |
| 26 août 2017 20 h 00 CEST |          |       | 12e Carlien Dirkse van den Heuvel · 48e Kelly Jonker · 60e Ireen van den Assem |  |  |

| Championnes d'Europe de hockey sur gazon Pays-Bas 9e titre |

## Classement final
| Place              | Équipe     | Résultat                            |
| ------------------ | ---------- | ----------------------------------- |
| Médaille d'or      | Pays-Bas   | Championnes d'Europe                |
| Médaille d'argent  | Belgique   | Vice-championnes d'Europe           |
| Médaille de bronze | Angleterre | Vainqueur du match pour la 3e place |
| 4                  | Allemagne  | Perdant du match pour la 3e place   |
| 5                  | Espagne    | Maintien en Championship I          |
| 6                  | Irlande    | Maintien en Championship I          |
| 7                  | Tchéquie   | Relégation en Championship II       |
| 8                  | Écosse     | Relégation en Championship II       |